# Southern Backtones
Southern Backtones was een Amerikaanse rockband uit Houston. De band werd eind jaren 90 opgericht door zanger-gitarist Hank Schyma. Er werden vijf albums uitgebracht waaronder twee titelloze albums. Drie albums werden in eigen beheer uitgebracht. In 2006 en 2007 won de band een Houston Press Music Award in de categorie Best traditional rock. In 2014 werd de band opgeheven, waarna Schyma - naast zijn werkzaamheden als professioneel stormjager - solo verder ging.

## Geschiedenis
Southern Backtones werd opgericht in 1997 of 1998 door stormjager en fotograaf Hank Schyma. Een jaar later verscheen het debuutalbum Los tormentos de amor. Het album werd geproduceerd door Dan Workman (ZZ Top, Beyoncé) met wie de band op elk album zou samenwerken. Los tormentos groeide uit tot een undergroundklassieker.
Tijdens liveshows konden zowel de band als fans zich te buiten gaan aan rauw gedrag. Gedurende een show in New Orleans was Schyma zo dronken dat hij tijdens een lange set zijn vesicale aandrang niet geheel onder controle had. Hij zei hierover: "My urine drenched one of my pants legs and overflowed the top of my boot while we finished the song. I was so astonished that I unwillingly announced into the mike, 'I just pissed my pants.' The crowd loved it! And we didn't have to take a break."
In 2011 werd het laatste album uitgebracht, La vie en noir. Het album werd gepresenteerd tijdens een show in het poppodium The Capitol at St. Germain in Houston. De band werd ondersteund door Jo Bird van Two Star Symphony en achtergrondzangers van Elvis Night.

## Stijl
Monica Kuebler van Exclaim! omschreef de muziek van Southern Backtones als "reminiscent of the mid-90s Britpop movement". Zij kon zich vinden in het persbericht dat de band uitgaf bij het verschijnen van hun eerste titelloze album Southern Backtones (2004) waarin de muziek wordt omschreven als "Brit-influenced rock with roots firmly planted in Texas". Beth Rankin van Beaumont Enterprise rekende de muziek van de band tot "moody voodoo rock that intertwines with spaghetti Western and devil-may-care rock ‘n roll".

## Discografie
- Los tormentos de amor, 1998
- The formula, 2002
- Southern Backtones, 2004
- Southern Backtones, 2006
- La vie en noir, 2011